# Ráhula
Ráhula (született i. e. 534 körül) Gautama Sziddhártha, a történelmi Buddha és felesége, Jasodará hercegnő egyetlen fia.
Életének egyes részeit eltérően mesélik a források. Ebben a szócikkben a páli kánonban szereplő információk szerepelnek.

## Élete
Sziddhártha herceg éppen arra készült, hogy elhagyja a palotát és a megvilágosodáshoz vezető útra lép, amikor a hír érkezett, hogy fia született. Az egyik legenda szerint ekkor azt mondta, hogy Ráhu dzsáto, bandhanam dzsátam – "Egy ráhu született, egy béklyó keletkezett." A gyermeket ennek megfelelően Ráhulának nevezték el, amely béklyót vagy akadályt jelent. Ugyanis a gyermek az életét a feleségéhez köti, amely során nem lenne képes megtalálni a valóság valódi természetét. Mások szerint azonban a ráhu nem ilyen értelemben jelent béklyót. A múlaszarvásztiváda vinaja tartalma alapján Ráhula a Rahu nevű mitológiai kígyó által okozott holdfogyatkozásról kapta a nevét. A név japán megfelelője Ragora (羅睺羅).
A Dhammapada az első verziót támasztja inkább alá. Az ember felesége és gyermeke által szerzett örömöt és boldogságot "puha bilincsnek" nevezik, amely az egyént köti az élethez és a szenvedéshez, nem csak az elkerülhetetlen elvesztés és elválasztódás által, hanem mélyebb értelemben is köt a szamszára körforgásszerű létezéseihez.
Ráhulát anyja és nagyapja, Suddhódana király nevelte fel. Hétéves korában Ráhula azt kérte apjától, hogy térjen vissza Kapilavasztuba. Hét nappal később, hogy Buddha visszatért a városba, Jasodará elvitte Ráhulát, hogy találkozzon az apjával. Azt mondta neki az anyja, hogy mivel az apja visszautasította a fényűző világi életet, a fiú kérje apjától az örökségét és a királyi koronát, hogy ő uralkodhasson, ha az öreg király már nem él. Ráhula ebéd után követte a Buddhát és kérte tőle az örökségét. Senki sem próbálta a fiút megállítani, a Buddha sem. Követés közben azt mondta Ráhel, hogy "Uram, még az árnyékodat is kedvelem".
Miután elértek a Nigrodha parkba, ahol a Buddha szállt meg, a Buddha ekként gondolkodott: "Szeretné az apja örökségét, de az sok gonddal jár. Ezért a spirituális megvilágosodásom örökségét fogom nekiadni". A Buddha magához hívta Száriputtát és megkérte, hogy vegye fel Ráhulát a szanghába növendékként. Így Ráhula lett a legelső buddhista növendék szerzetes.
Miután az öreg király megtudta, hogy most már az unokája és sok más fiatal ember a királyi famíliából szerzetesnek állt, megkérte a Buddhát, hogy fiatalkorúakat csak szülői beleegyezéssel vegyenek fel növendéknek. A Buddha beleegyezett. Később ezt a szabályt házastársi beleegyezéssel is kibővítették a szerzeteseknél és az apácáknál.
Ráhula növendékké válása után röviddel a Buddha megtanította őt az igazmondás fontosságára. Ezt a beszédet úgy nevezik, hogy Rahulovada-szutta. A Buddha minden erény közül a legfontosabbnak tartotta. Az igazság keresőinek nem szabad megszegni az igazmondás szabályát.
Ráhula később elérte a arhat szintet Buddha tanításainak jóvoltából.
Ráhula hamarabb halt meg mint a Buddha, Száriputta és Maudgaljájana.

## Eltérő elbeszélések
A múlaszarvásztiváda-vinaja szerint, amelyet a tibeti buddhizmusban használnak, Ráhula azon az éjszakán fogant, amikor Sziddhártha elhatározta, hogy elhagyja a palotát és hat évvel később született, amikor Buddha elérte a megvilágosodást. Ez egyébként egybeesik egy holdfogyatkozással).
Mahájána források: a Lótusz szútrában Sakjamuni megjósolja, hogy Ráhulából egy napon Buddha fog válni "A hét drágaság lótuszon járó Tathágata" néven.

### Buddha tanításai Ráhulának
- Ambalatthika-rahulovada-szutta – Tanítás Ráhulának a Mango kőnél
- Maha-Rahulovada-szútta – Hosszabb magyarázat Ráhulának
- Csula-Rahulovada-szútta – Rövidebb magyarázat Ráhulának

### Élettörténetek
- Buddha közvetlen családja, 5. Ráhula – Radhika Abeysekera
- The Buddha and His Teaching, Nārada, Buddhist Missionary Society, Kuala Lumpur, Malaysia, 1988, ISBN 967-9920-44-5

### Versek
- Theragatha versek – idősebb szerzetesek
- Thag 4.8 – Ráhula versei